# Kastenmühle (Insingen)
Kastenmühle ist ein Gemeindeteil der Gemeinde Insingen im Landkreis Ansbach (Mittelfranken, Bayern). Kastenmühle liegt in der Gemarkung Insingen.

## Geografie
Die Einöde mit nur einer Hausnummer und wenigen Nebengebäuden liegt nahe dem heutigen südlichen Siedlungsrand von Insingen an einem kurzen linken Mühlkanal neben der oberen Tauber. Ein Anliegerweg führt nach Insingen (0,4 km nordöstlich).

## Geschichte
Mit dem Gemeindeedikt (frühes 19. Jahrhundert) wurde Kastenmühle dem Steuerdistrikt und der Ruralgemeinde Insingen zugewiesen.

### Einwohnerentwicklung
| Jahr      | 001818 | 001840 | 001861 | 001871 | 001885 | 001900 | 001925 | 001950 | 001961 | 001970 | 001987 |
| Einwohner | 7      | 9      | 7      | 6      | 6      | *      | *      | *      | *      | 3      | 6      |
| Häuser    | 1      | 1      |        |        | 1      | *      | *      | *      | *      |        | 1      |
| Quelle    | [ 7 ]  | [ 8 ]  | [ 9 ]  | [ 10 ] | [ 11 ] | [ 12 ] | [ 13 ] | [ 14 ] | [ 15 ] | [ 16 ] | [ 1 ]  |

## Religion
Der Ort ist seit der Reformation evangelisch-lutherisch geprägt und bis heute nach St. Ulrich und Sebastian (Insingen) gepfarrt. Die Einwohner römisch-katholischer Konfession sind nach St. Laurentius (Bellershausen) gepfarrt.